# Lääne-Harju kontrakt
Lääne-Harju kontrakt (Västra Harriens kontrakt, estniska: Lääne-Harju praostkond) är ett kontrakt inom den Estniska evangelisk-lutherska kyrkan.

## Församlingar
- Hageri församling
- Harju-Madise församling
- Järvakandi församling
- Keila församling
- Nissi församling
- Paldiski församling
- Rannamõisa församling
- Rapla församling
- Risti församling
- Saku församling